# 2025年美國
|        | 美國歷史 \| 美國歷史年表                                                                                                   |
| 世紀： | 20世紀美國 \| 21世紀美國 \| 22世紀美國                                                                                     |
| 年代： | 1990年代美國 \| 2000年代美國 \| 2010年代美國 \| 2020年代美國 \| 2030年代美國 \| 2040年代美國 \| 2050年代美國               |
| 年份： | 2021年美國 \| 2022年美國 \| 2023年美國 \| 2024年美國 \| 2025年美國 \| 2026年美國 \| 2027年美國 \| 2028年美國 \| 2029年美國 |
| 紀年： | 美国独立249周年 |

2025年美國指的是美國在2025年的時局變化。

## 聯邦政府

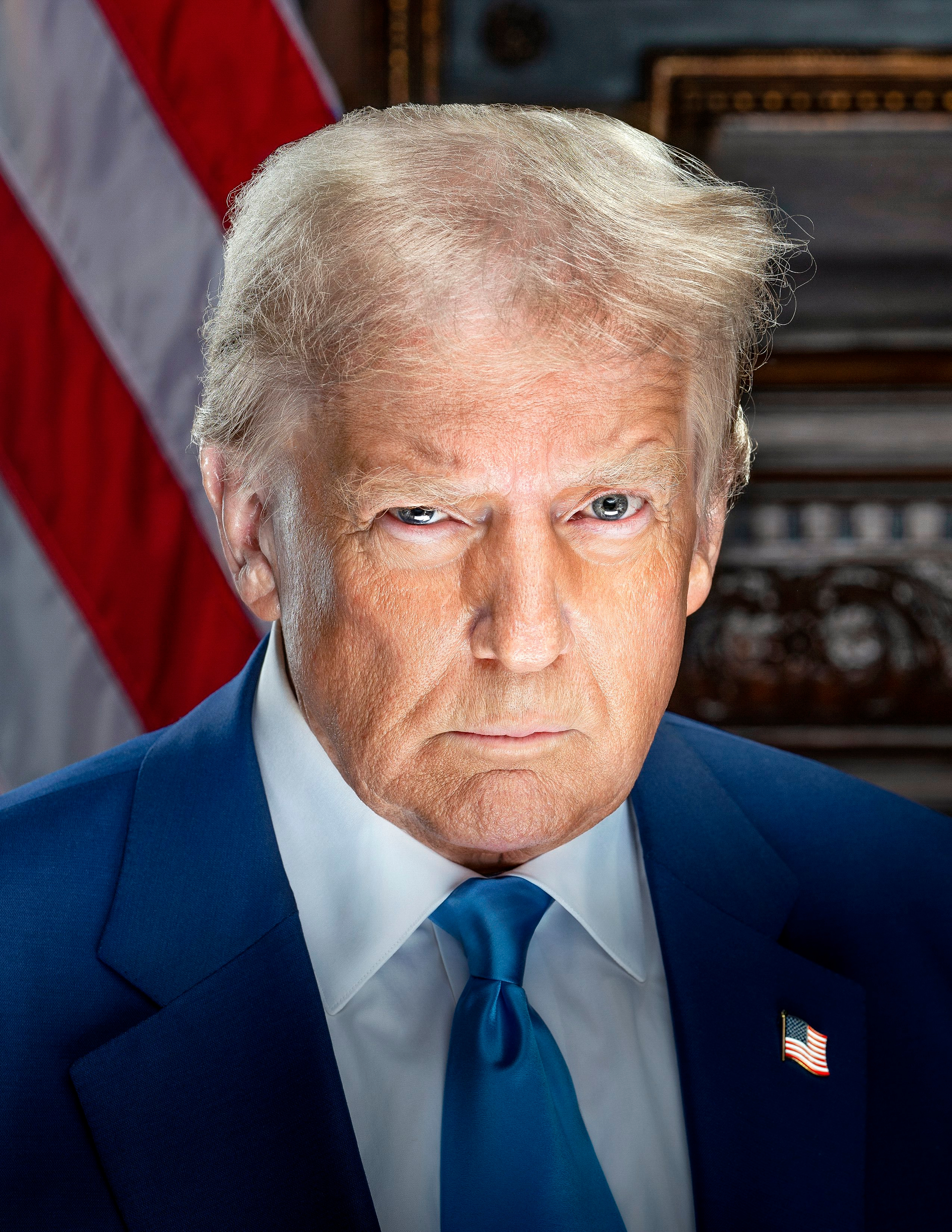
總統：唐納·川普
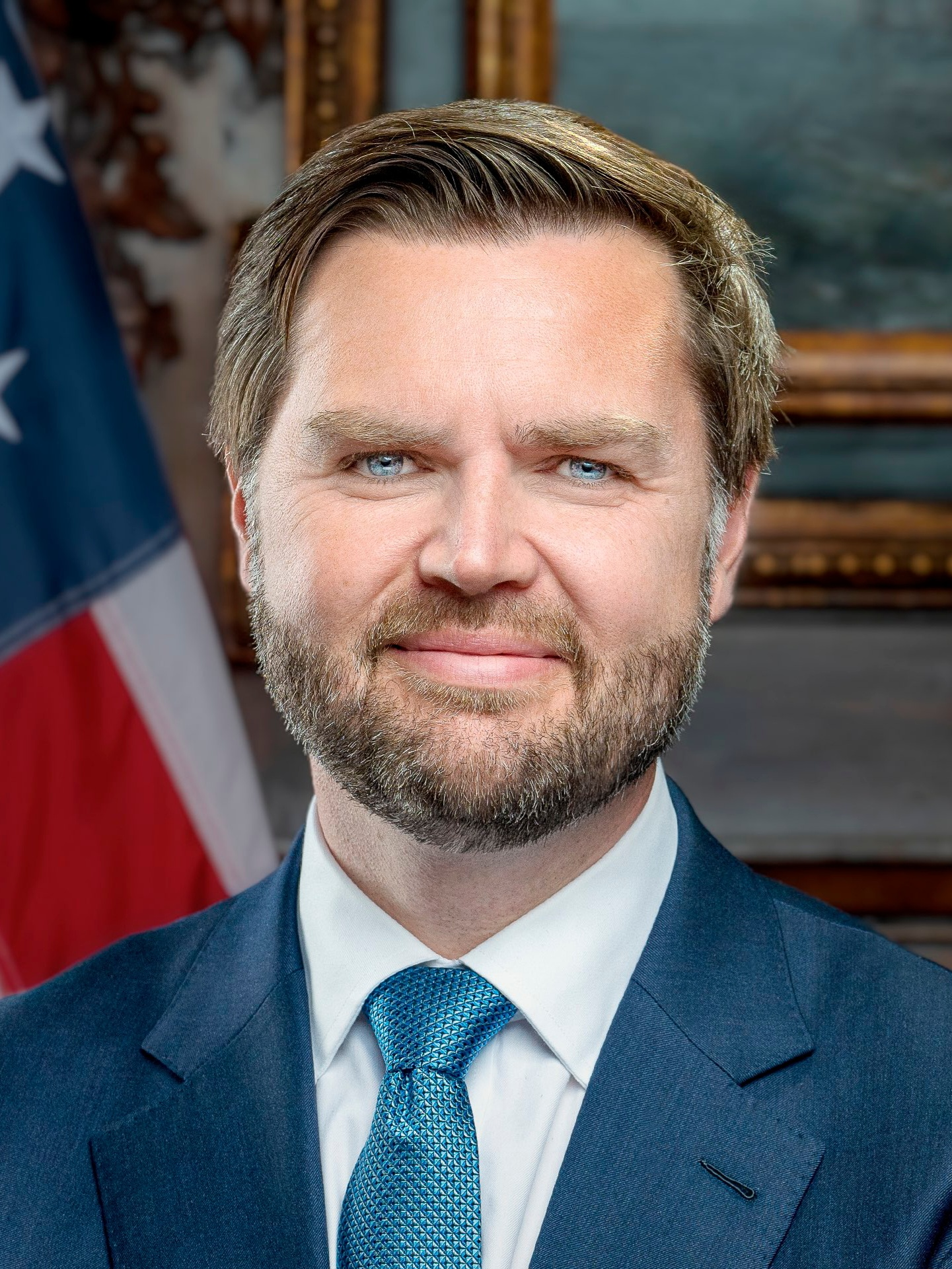
副總統兼參議院議長：JD·萬斯
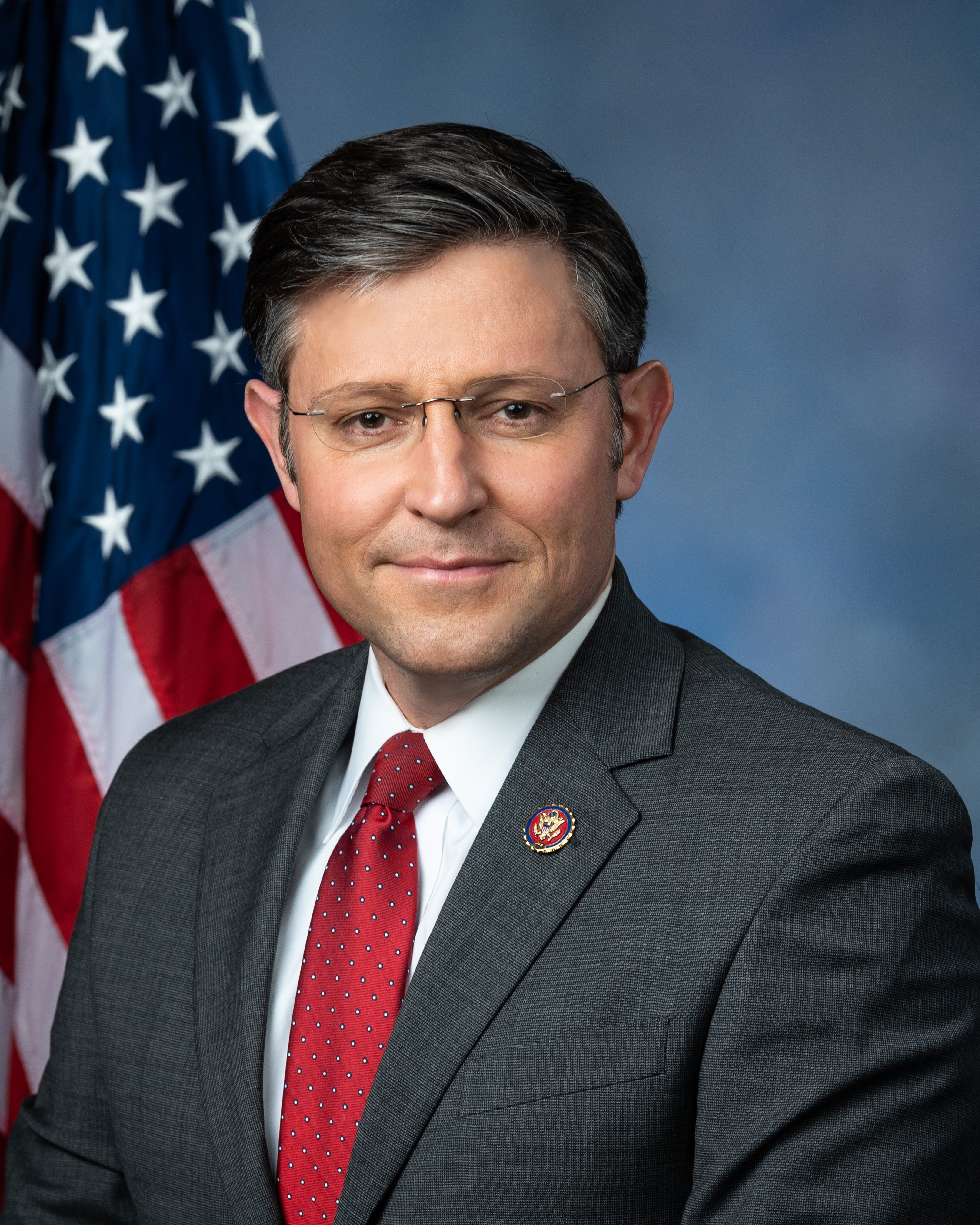
眾議院議長：麥克·強生
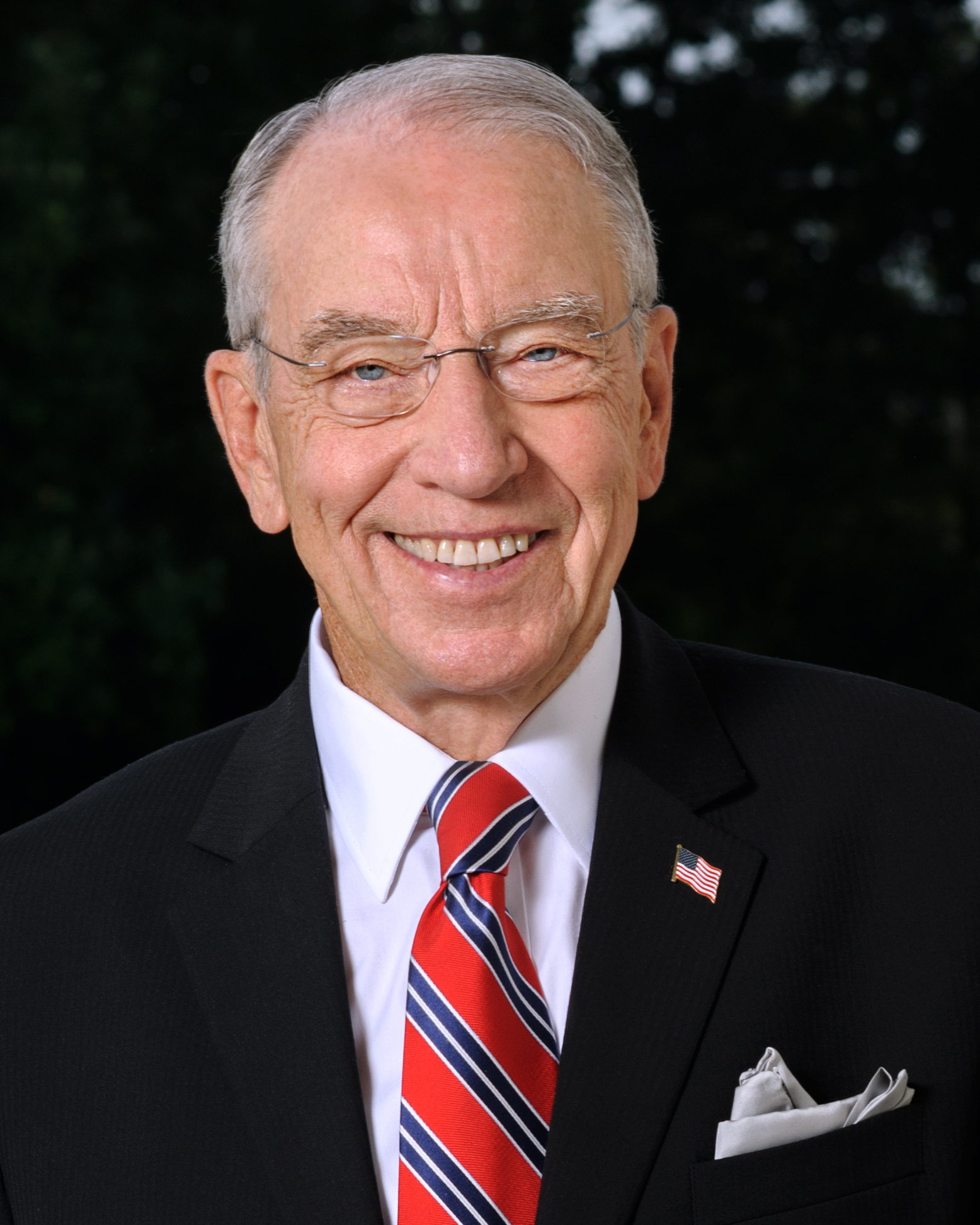
參議院臨時議長：查克·葛雷斯利
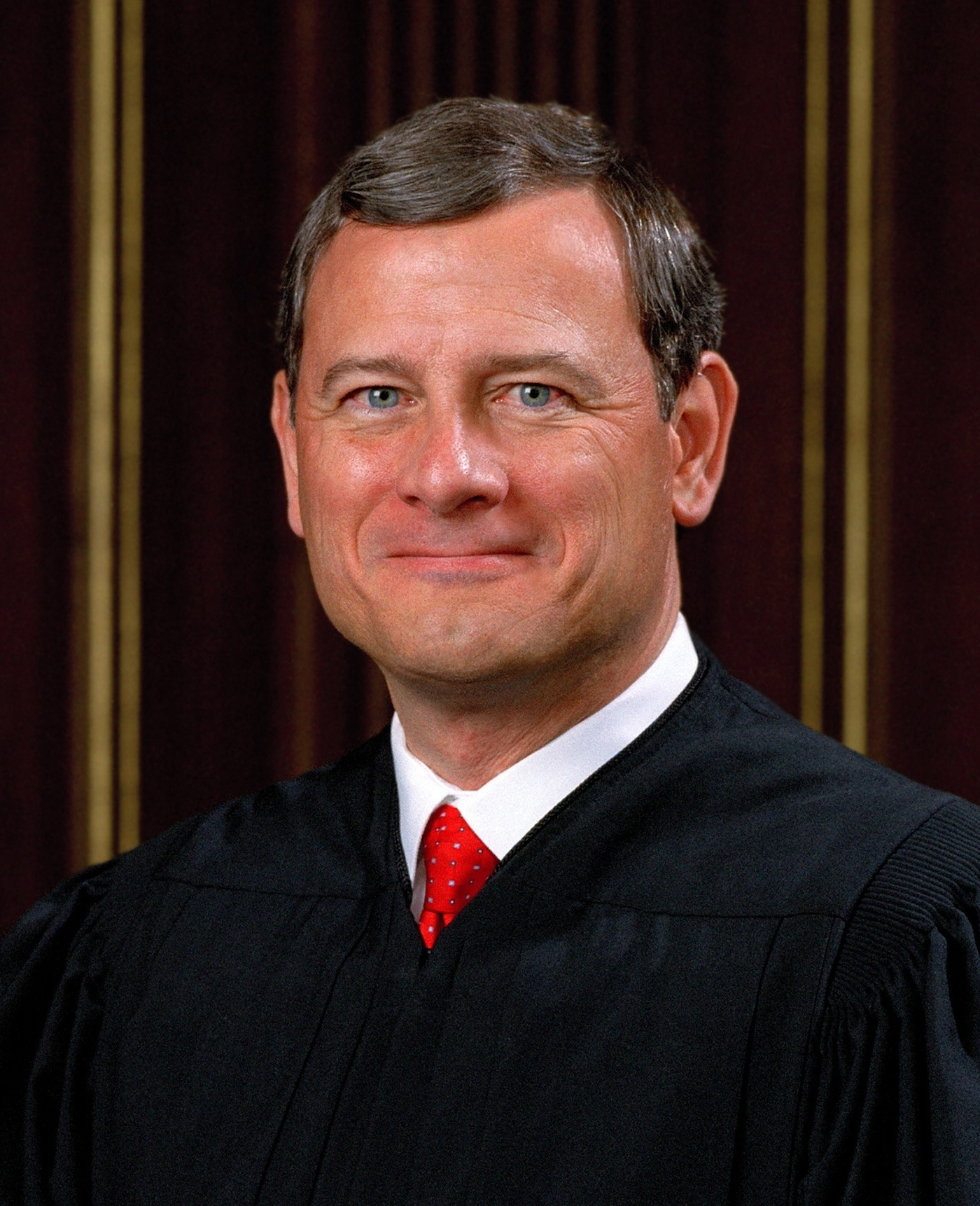
首席大法官：約翰·羅伯茨

### 成員變動

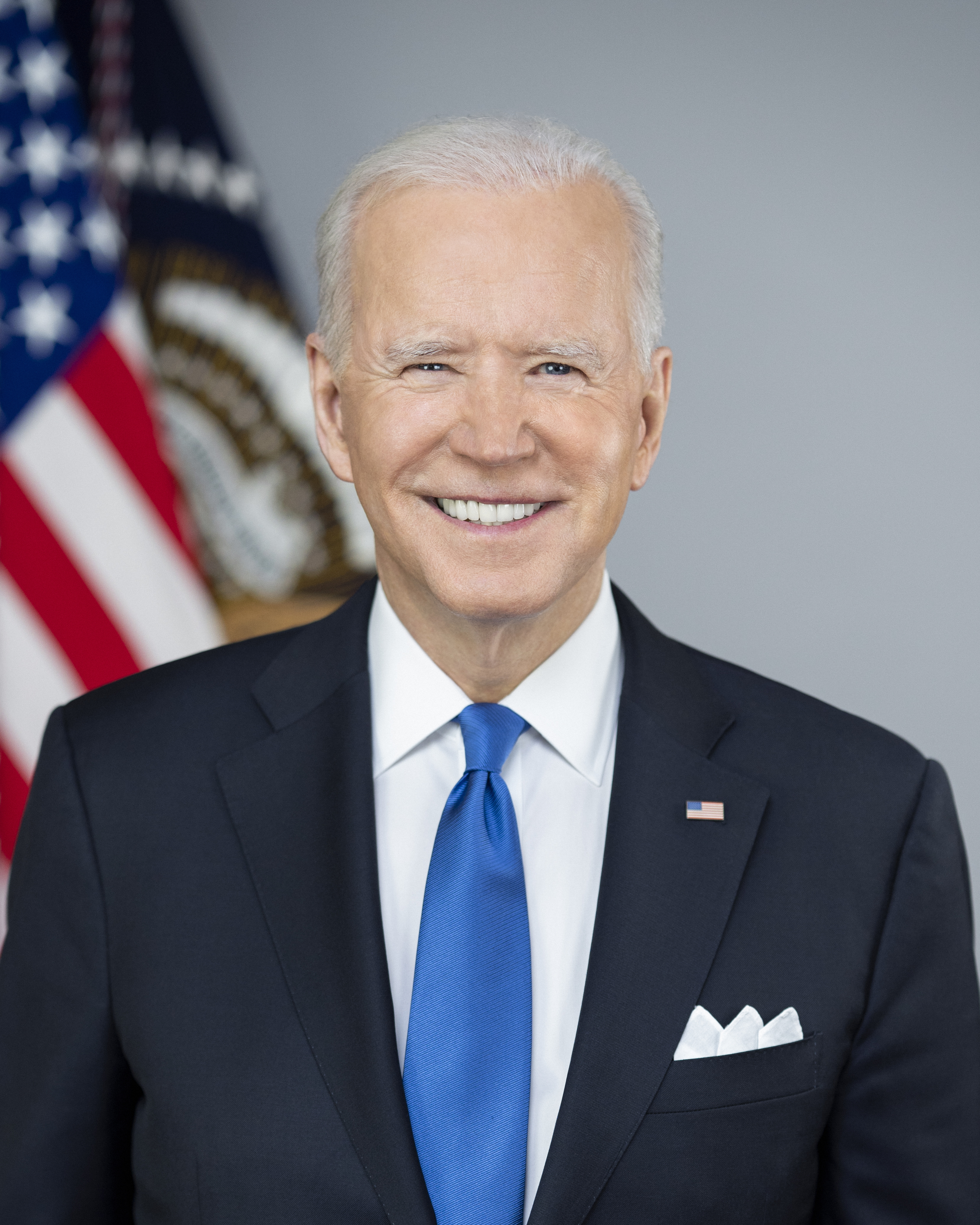
總統：乔·拜登（任期屆滿）
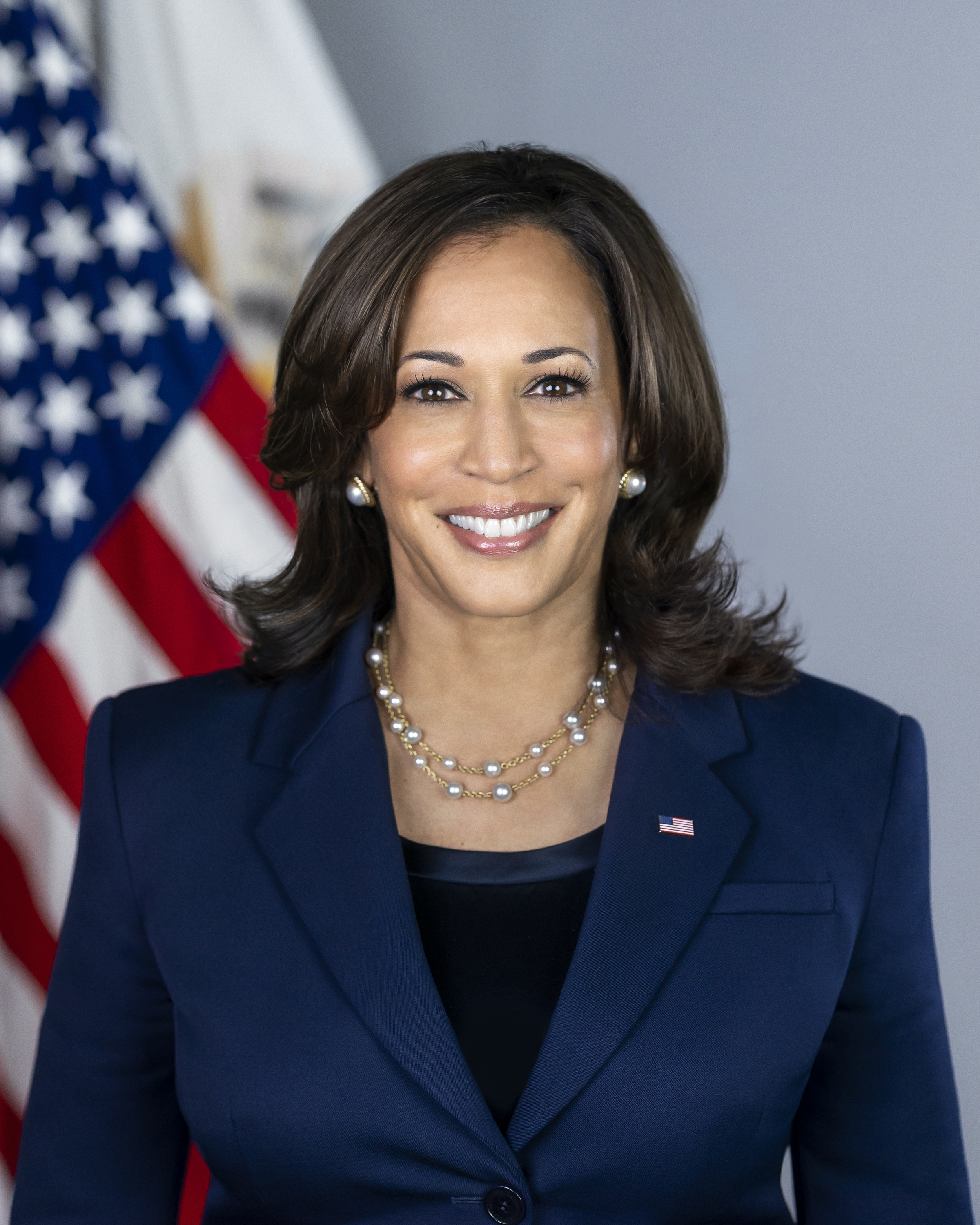
副總統兼參議院議長：賀錦麗（任期屆滿）
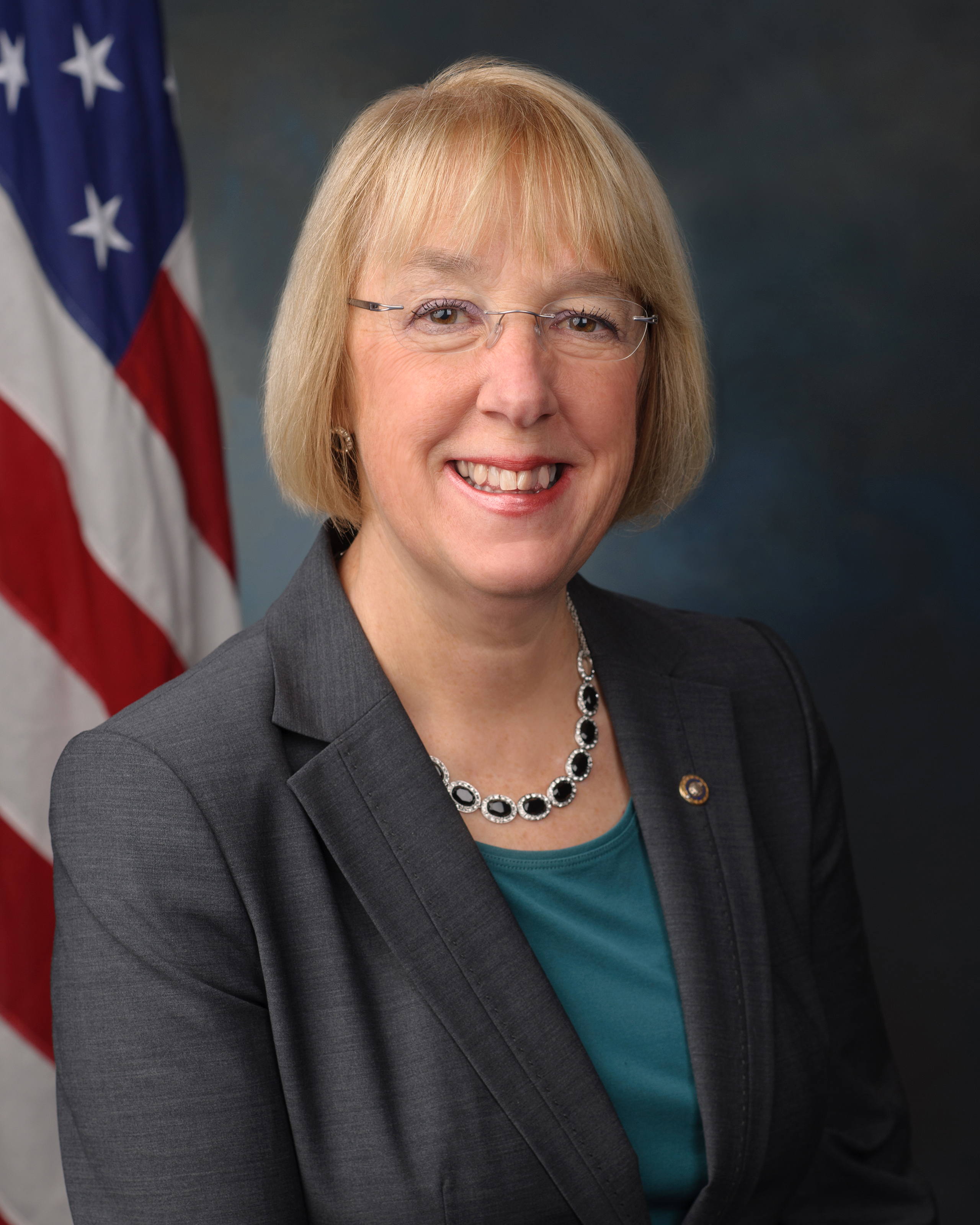
參議院臨時議長：派蒂·莫瑞（任期屆滿）

## 大事时序

### 1月
- 1月1日，
  - 印第安纳州新奥尔良旅游胜地法国区发生汽车冲撞行人事件，造成10人死亡，30人受伤。[1]
  - 一輛Tesla Cybertruck在美國內華達州天堂市的拉斯維加斯特朗普國際酒店正門外發生爆炸並起火。事件造成車內1人死亡，7人受傷[2]。
- 1月3日，第119届美国国会正式开议，麥克·約翰遜在美国众议院议长选举中再次获选議長。[3]
- 1月7日，加州南部地区发生大规模山火，至少5人死亡，10万人被迫疏散。[4]
- 1月9日，前总统吉米·卡特的国葬在华盛顿举行。[5]
- 1月10日，纽约州最高法院就紐約州人民訴唐納·川普案判刑，唐纳德·特朗普获法庭无条件释放，但保留有罪判决记录。[6]
- 1月16日，
  - 美国财政部制裁苏丹武装部队总司令阿卜杜勒·法塔赫·布尔汉，称布尔汉阻止苏丹过渡至民主政体，破坏国家稳定[7]。
  - 蓝色起源公司的新葛倫火箭在佛罗里达州卡纳维拉尔角太空军基地首飞。火箭第二节搭载的蓝环探路者（英语：Blue Ring）航天器原型机成功抵达地心轨道，可以重复使用的第一节火箭在着陆期间失踪[8]。
  - SpaceX在德克萨斯州星港进行星艦第七次星艦軌道試飛任務，可重复使用的第一节火箭成功捕获，第二节在发动机关闭前不久发生故障[9]。
- 1月18日，
  - 特朗普二度上任总统前夕，女权组织女性大游行（Women's March）在华盛顿哥伦布圆环举行反唐纳·川普抗议运动。由另一团体组织的人民大游行（The People's March）同日举行[10][11]。
  - 根据《保護美國人免受外國對手控制的應用程式侵害法案》，TikTok正式从美国下架。[12]
- 1月20日，唐納·川普正式就任第47任美國總統。[13]
- 1月23日，特朗普下令解禁约翰·F·肯尼迪遇刺案、罗伯特·F·肯尼迪遇刺案和馬丁·路德·金恩遇刺案的所有文件。[14]
- 1月24日，国务院宣布暂停除以色列、埃及军事援助，以及紧急食物计划外的一切对外援助。[15]
- 1月29日，一架庞巴迪CRJ700型号并载有64人的美鹰航空5342号航班在接近罗纳德·里根华盛顿国家机场的33号跑道降落时与一架军用黑鹰直升机相撞，后双双坠入波托马克河中，两机67人全部罹难[16]。
- 1月31日，一架载有6人的里尔喷气55型客机在美国费城起飞不久后坠毁，事故造成机上6人全部遇难以及地面人员受伤。[17]

### 2月
- 2月1日，特朗普政府宣布对加拿大和墨西哥的商品加征25%关税，对中国商品加征10%关税。[18]
- 2月3日，政府效率部部长伊隆·馬斯克宣佈總統川普已同意關閉美國國際開發署，國務卿馬可·魯比奧暫時兼任該機構長官。[19]
- 2月4日，美国邮政宣布暂停接收来自中国内地和香港的入境包裹[20]，但在一天后再次宣布继续接收来自两地的包裹[21]。
- 2月7日，从阿拉斯加州尤纳拉克利特機場（英语：Unalakleet Airport）起飞后失踪的白令航空（英语：Bering Air）445號班機在诺顿湾被发现，機上10人全部死亡。[22]
- 2月16日，達美連接航空4819號班機在加拿大多倫多皮爾遜國際機場降落時墜毀，造成至少19人受傷。[23]
- 2月17日，美国国务卿馬可·魯比奧与俄罗斯外交部长谢尔盖·拉夫罗夫分别率领的美俄代表团在沙特阿拉伯首都利雅得举行会谈，共同商讨俄乌战争的和平谈判框架。[24]
- 2月26日，特朗普宣布对欧盟进口的货物逐步加征25%关税。[25]
- 2月28日，乌克兰总统弗拉基米尔·泽连斯基飞赴美国华盛顿白宫，准备签署美国提出的稀有矿产开采协议，结果在会晤美国总统唐納·川普和副总统JD·萬斯期间发生激烈争吵，双方未签署协议[26]。

### 3月
- 3月2日，第97屆奧斯卡金像獎在洛杉矶杜比剧院举行，電影获得最佳影片奖，并以5项大奖领跑。[27]
- 3月3日，
  - 特朗普政府宣布对加拿大和墨西哥的商品加征25%关税，对中华人民共和国商品再加征20%关税。[28]
  - 特朗普政府宣布暂停美国对乌克兰的一切军事援助。[29]
  - 台积电宣布在美国追加投资1000亿美元，用于芯片制造和研究投资。[30]
- 3月4日，特朗普在國會聯席會議上发布演讲（英语：2025 Donald Trump speech to a joint session of Congress），会上宣布成立造船署（英语：United States Office of Shipbuilding），与中国在航运行业进行较量。[31]
- 3月15日，
  - 根据特朗普签署的行政命令，由埃隆·马斯克率领的的政府效率部宣布美国国际媒体署旗下的自由欧洲电台/自由电台、自由亚洲电台、中东广播网暂时冻结30天[32][33]。
  - 特朗普下令对也门胡塞武装控制区进行连串空袭，行动造成至少31人死亡，101人受伤[34]。
- 3月16日，特朗普引用《外国敌人法》，将跨国犯罪集团阿拉瓜列车（英语：Tren de Aragua）和MS-13的200多名成员遣返回萨尔瓦多。萨尔瓦多总统納伊布·布克萊表示他们会被转送到恐怖势力拘禁中心[35]。
- 3月18日，在国际空间站滞留九个月的宇航员苏妮塔·威廉姆斯和巴里·威尔莫尔搭乘SpaceX载人9号龙飞船2号返回地球。[36]
- 3月20日，
  - 特朗普签署解散教育部的行政命令。[37]
  - 因外部面板存在安全问题，特斯拉在全美召回大部分型号的Tesla Cybertruck。[38]
- 3月24日，《大西洋杂志》总编傑弗里·戈德堡泄露特朗普內閣在Signal群聊讨论空袭也门计划的截图[39]。
- 3月31日，美国宣布制裁香港国安公署署长董经纬等6名香港官员，指控他们利用港区国安法打压人权及香港自治。[40]

### 4月
- 4月2日，特朗普宣布对全球100多个国家加征对等关税[41]。
- 4月5日，全美各大城市爆发“住手抗议”，抗议特朗普及马斯克上任后推行的种种政策[42]。
- 4月10日，一架貝爾206直升機在美國新澤西州澤西市對開的哈德遜河墜毀，造成機上6人死亡[43][44]。
- 4月17日，佛羅里達州塔拉哈西佛羅里達州立大學校園發生大規模槍擊案，20歲學生菲尼克斯·伊克納（Phoenix Ikner）涉嫌開槍殺害2名職員，另有6人受傷[45]。
- 4月24日，亚利桑那州、科罗拉多州、康涅狄格州、特拉华州、伊利诺伊州、缅因州、明尼苏达州、内华达州、俄勒冈州、新墨西哥州、纽约州和佛蒙特州等12州分政府联合起诉特朗普政府，指控国家贸易政策受制于特朗普意志而非美国法律[46]。
- 4月30日，乌克兰与美国正式签署礦產資源協議[47]。

### 5月
- 5月1日，美國國家安全顧問邁克·華爾茲被撤，總統唐納·川普將他任命為美國駐聯合國代表。[48]
- 5月8日，圣座主教部部长兼宗座拉丁美洲委员会主席罗伯特·方济各·普雷沃斯特在教宗选举中当选新一任教宗，成为罗马教廷首位美国出生的教宗，其圣名为良十四世。[49]
- 5月12日，中美两国经贸代表在瑞士经过两天谈判后联合发表“中美日内瓦经贸会谈联合声明”，美国对中国的关税从145%降至30%，而中国对美国的关税从125%降低至10%。[50]
- 5月13日，美國總統當勞·特朗普宣佈全面解除美國自1979年起對敘利亞的制裁[51]。
- 5月16日，路易斯安那州新奧爾良奧爾良堂區監獄（英语：Orleans Parish Prison）發生越獄事件，10名囚犯經由廁所後牆的一個洞口逃離。當中6人涉及謀殺或企圖謀殺的指控[52]。
- 5月17日，墨西哥海軍夸烏特莫克號風帆訓練艦（英语：ARM Cuauhtémoc (BE01)）在駛離紐約市時撞上布魯克林大橋。該艦的上層桅杆觸及橋底，使部分纜索塌落，造成艦上2人死，25人受傷，其中3人重傷[53]。
- 5月21日，以色列駐美國大使館兩名職員在美國華盛頓哥倫比亞特區莉蓮與艾伯特·斯摩爾首都猶太博物館（英语：Lillian & Albert Small Capital Jewish Museum）外遇襲身亡[54]。
- 5月22日，特朗普暂停哈佛大学招收国际学生的权限，要求在读留学生转学到其他学校[55]。该命令被一名法官暂时驳回[56]。
- 5月28日，埃隆·马斯克正式宣布辞任特朗普政府政府效率部部长职务，惟该部门会继续运营[57]。

### 6月
- 6月6日，美国移民及海关执法局在加利福尼亚州洛杉矶突击逮捕40多名非法移民，引发当地民众示威抗议，随后更引发骚乱。[58]
- 6月14日，
  - 明尼蘇達州發生連續槍擊民主黨籍州議會議員事件，明尼蘇達州眾議院前議長梅麗莎·霍特曼及其丈夫被殺，州參議院議員約翰·霍夫曼及其妻子受傷。[59]
  - 美國陸軍建軍250週年閱兵典禮在华盛顿哥伦比亚特区举行，当天适逢特朗普生日，全美各地爆发抗议特朗普活动。[60][61]

### 7月
- 7月1日，大而美法案以51票支持、50票反对在参议院获得通过，副总统JD·萬斯投下关键的支持票。[62]
- 7月2日，
  - 美國紐約南區聯邦地區法院裁定饒舌歌手吹牛老爹在串謀從事勒索及性販運罪名不成立，但兩項運送他人從事賣淫活動的罪名成立。[63]
  - 伊利諾州芝加哥發生一宗大規模駕車槍擊案，事件中造成4人死亡，另有14人受傷[64]。
- 7月4日，德克薩斯州中部發生洪水。[65]
- 7月5日，伊隆·馬斯克宣佈成立美國黨。[66]

### 8月
- 8月2日，唐納·川普開除美國勞動統計局局長埃里卡·麦肯塔弗。[67]
- 8月15日，美國總統當勞·特朗普與俄羅斯總統弗拉基米爾·普京在美國阿拉斯加州會面[68]。
- 8月18日，美國總統當勞·特朗普與烏克蘭總統弗拉基米尔·泽连斯基和歐洲多國領袖在美國白宮會面[69]。